# Carlos Ansaldo
Carlos Ansaldo Godoy (Santiago, 7 de octubre de 1926-Viña del Mar, 23 de abril de 2013) fue un periodista chileno, fundador del Festival Internacional de la Canción de Viña del Mar.

## Biografía
Fue columnista del diario La Unión de Valparaíso desde 1949 hasta 1959 y secretario de la Cámara Aduanera de Chile entre 1959 y 1969. Además, fue relacionador público de la Asociación de Industriales de la Región de Valparaíso (ASIVA), dirigente del Colegio de Relaciones Públicas, del Colegio de Periodistas de Chile y del Círculo de la Prensa.
En 1958 fue nombrado director de Relaciones Públicas y Turismo de la Municipalidad de Viña del Mar. A petición del alcalde viñamarino Gustavo Lorca Rojas, creó el Festival Internacional de la Canción para fomentar las actividades de verano en Viña del Mar. En 1960 formó parte del jurado del certamen musical y fue director de la comisión ejecutiva del Festival en los periodos 1960-1977 y 1980-1990. Además, junto con Claudio di Girolamo, creó en 1968 la Gaviota de Plata, galardón del Festival a partir de 1969. Asimismo, tomó parte en la creación de la bandera del balneario y del Concurso de castillos de arena de la ciudad.
Como reconocimiento a su trayectoria, recibió la Gaviota de Plata en 1976 y, posteriormente, un salón VIP en la Quinta Vergara fue bautizado con su nombre.